# Germa Szejum
Germa Szejum Etiópia császára volt, vagy az etiópok használta cím szerint nəgusä nägäst (a „négusok négusa”, vagyis „királyok királya”). A Zagve-dinasztia tagja, Taddesse Tamrat szerint Mara Takla Hajmanot, a dinasztia alapítójának fia, Tatadim és Jan Szejum korábbi császárok testvére és Kedusz Harbe, illetve Gebre Meszkel Lalibela későbbi császárok apja. Egyes források szerint 999 és 1039 között uralkodhatott.